# Sphodroxia algirica
Sphodroxia algirica är en skalbaggsart som beskrevs av Augustin Ley 1914. Sphodroxia algirica ingår i släktet Sphodroxia och familjen Melolonthidae. Inga underarter finns listade i Catalogue of Life.